# ویرکت
ویرکت (به دانمارکی: Virket) یک منطقهٔ مسکونی در دانمارک است که در شهرداری گالدبورگساند واقع شده‌است.